# Delčevo (città)
Delčevo (in macedone: Делчево) è una città di 11.500 abitanti della Macedonia orientale, capoluogo dell'omonimo comune.
Il nome della città deriva da Goce Delčev, un rivoluzionario macedone dell'inizio del XX secolo.
Il suo nome storico è Carevo Selo (Царево Село), che significa "il villaggio dell'imperatore".